# Stormloop in Shanghai van 2014
Op het Chen Yi-plein in de Bund, in het centrum van de Chinese havenstad Shanghai, brak net voor middernacht op 31 december 2014, tijdens nieuwjaarsfestiviteiten een stormloop uit. Hierbij kwamen 36 mensen om het leven en raakten meer dan 40 mensen gewond.

## Omstandigheden
Honderdduizenden mensen waren op de Bund samengekomen voor een feest ter gelegenheid van de jaarwisseling. Rond 23u35 plaatselijke tijd brak er paniek uit en ontstond er een stormloop waarbij tientallen mensen onder de voet werden gelopen. Tweeëndertig mensen kwamen daarbij om het leven. Daarnaast waren er ook zeker veertig gewonden. De meeste dodelijke slachtoffers waren jongeren, en 25 van de 36 slachtoffers waren vrouwen. Door de chaos kwam het ook tot opstootjes met de aanwezige politie. Ooggetuigen vermeldden dat er te veel mensen op dezelfde plek aanwezig waren. Andere ooggetuigen zeiden dat de paniek uitbrak aan een trap naar een uitzichtpunt over de rivier de Huangpu Jiang, toen mensen de trappen op wilden gaan, terwijl anderen naar beneden kwamen en er daardoor mensen van op de trappen naar beneden vielen.
Volgens berichten op sociale media werd de stormloop veroorzaakt door mensen die stopten om vals geld op te rapen dat van het balkon van een nachtclub werd uitgestrooid. Het is echter niet zeker dat dit de aanleiding is van de stormloop. De politie van Shanghai ontkende dat dit de oorzaak was.

## Reacties
De Chinese president Xi Jinping vroeg om onmiddellijk een onderzoek naar de oorzaak te openen. Hij riep de plaatselijke autoriteiten in heel China ook op om ervoor te zorgen dat zulke rampen zich in de toekomst niet meer konden voordoen.